# 少女が大人になる時 その細き道
少女が大人になる時 その細き道（しょうじょがおとなになるとき そのほそきみち）は、1984年2月5日から同年3月18日にかけて、TBS系列で、『日曜ファミリードラマ』（毎週日曜20:00～20:54）の枠で放送された、大映テレビ制作のテレビドラマ。同枠では最後のドラマとなる。

## 概要
原作は1983年に発表された髙樹のぶ子の小説『その細き道』。純愛路線のラブストーリーとして製作された。
元々『日曜ファミリードラマ』枠の各作品の視聴率が振るわなかったことから、プロデューサーの春日千春は本作に於いても「自分の好きなように作る」と話していた。なお、本作も視聴率は1桁に終始。これについて主演の伊藤麻衣子も「内容が、暗かったですから」と回顧している。

## ストーリー
山口県の女子高校を卒業後、短大進学のために上京した中野加世。東京暮らしに不安を感じていたが、ある日、山口県人会のパーティーで坪田精二という大学生と知り合う。二人はデートを重ねて親しくなるが、加世は精二が自分を妹のようにしか接してくれないのを不満にも思っていた。そしてまたある日、加世は精二から高校時代の後輩の阿部宏を紹介される。この三人の不思議な関係が続く中、加世は宏と結ばれる。その後も精二に後ろめたさを感じながら交際していたが、ついに精二にこのことを告白。精二は怒り、加世を罵るのだった。

## キャスト
（）
- 坪田精二：金田賢一
早稲田大学法学部学生の24歳。司法試験合格を目指して留年中。裕福な家庭に育つ。加世と出会って交際するうちに結婚願望も芽生えて来るが、司法試験合格までは妹として付き合おうと考えている。
- 中野加世：伊藤麻衣子（現：いとうまい子）
山口県萩市出身の18歳。萩市内の女子高校を卒業後、東京女子短期大学入学のため上京。東京都内の「光風荘」というアパートで一人暮らしをしている。上京してからも純真さが残る面もあるが、精二と宏、二人の男性と交際を重ねるうちに、その心にも微妙に変化を見せ始める。
- 阿部宏：利重剛
東京大学法学部の学生。精二の同じ高校の1年後輩で、同じく司法試験合格を目指している。精二を兄のように思っている。性格は静かで優しめだが、加世には精二と同じく熱い思いを寄せている。
- 海野明子：伊藤かずえ
静岡県沼津市在住の高校3年生。初体験の相手でもある信也は同じ高校の演劇部の先輩。そんな信也を愛して足繁く信也の部屋に通っているが、つれない関係が続いている。しかしいつかその愛が通じると信じている。
- 一条信也：松村雄基
慶應義塾大学の学生。勉強よりも芝居に夢中になっている。女と寝ることは食事と同じようなもので愛など関係が無いと考えている所がある。明子の恋人ではあるが、明子のことを面倒臭いと思っている。しかし明子が自分の元を訪れた時には必ず抱いてしまう。
- 坪田信一郎（精二の父）：中条静夫
- 坪田和子（精二の母）：野際陽子
- 中野耕三（加世の父）：名古屋章
- 中野三重（加世の母）：中原早苗
- 椎名百合子：岩本多代
- 小谷京子：あき竹城
- 阿部実（宏の父）：井川比佐志
- 阿部淑子（宏の母）：成田光子
- 中村愛子：松井きみ江
- 花岡美枝子：萩原佐代子
- 中野耕一：大橋吾郎
- ナレーター：芥川隆行

## 放送データ
- 原作：髙樹のぶ子『その細き道』（文藝春秋・刊）
- プロデューサー：春日千春（大映テレビ）、荒川洋（大映テレビ）、山本典助（TBS）
- 脚本：江連卓 （全話担当）
- 音楽：菊池俊輔
- 監督：土屋統吾郎（第1話・2話・6話・7話）、竹本弘一（第3話・4話）、岡本弘（第5話）
- 制作：大映テレビ／TBS
- 主題歌：阿呆鳥 「愛した分だけ」 （作詞：金子透・菊池章夫　作曲：北郷勇一　編曲：川村栄二　NEWSレコード）